# خانه درختی

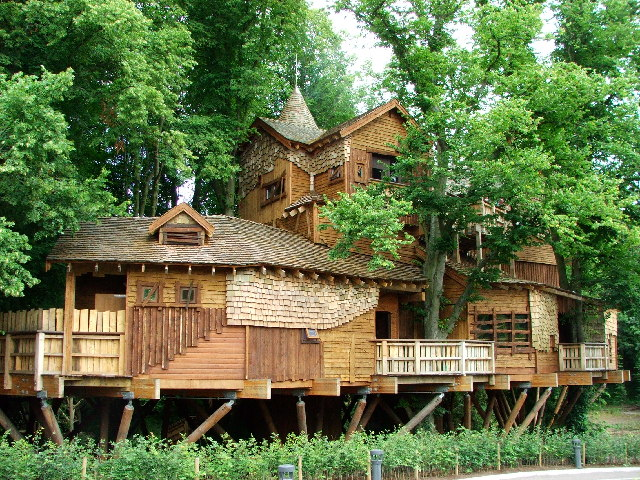
خانهه‌ای درختی در بریتانیا

خانه‌های درختی یا قلعه‌های درختی (به انگلیسی: Tree house)، سکوها یا بناهایی هستند که دور، کنار یا بین تنه یا شاخه‌های یک یا چند درخت بزرگ ساخته شده‌اند. خانه‌های درختی برای تفریح، سکونت، فضای کاری، دیدبانی و عقب‌نشینی‌های موقت استفاده می‌شوند.

## استفاده عملی

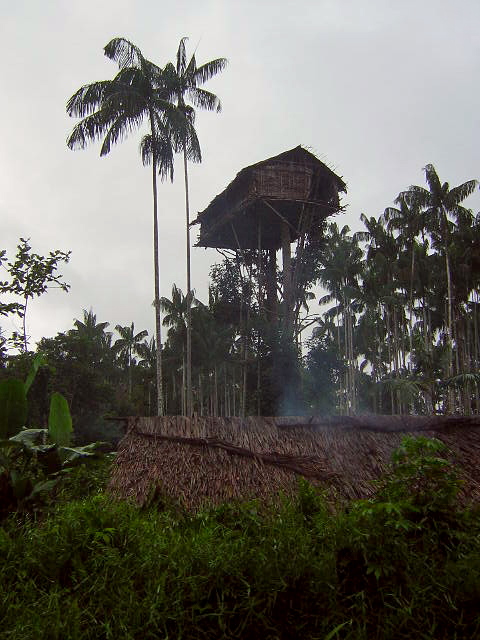
خانه‌های درختی

خانه‌های درختی معمولاً توسط مردم برای اوقات فراغت و همچنین حفاظت در مقابل حیوانات وحشی ساخته می‌شوند. در بعضی از مناطق گرمسیری، خانه‌ها یا به درختان بسته شده‌اند یا بالای ستون‌هایی همانند آبسراها بالای سطح زمین نگه داشته شده‌اند که برای حفاظت از غذاهای ذخیره شده در برابر حیوانات لاشخوار کاربرد دارند. مردمان کروایی، قبیله‌ای پاپوایی در جنوب شرقی پاپوا هستند که در خانه‌های درختی‌ای زندگی می‌کنند که ارتفاعشان به ۴۰ متر می‌رسد و به عنوان دفاع در برابر یک قبیله همسایه سر آور، سیتاک ساخته شده‌اند.